# 玄智
玄智（げんち、生没年不詳）は、奈良時代の大安寺僧。

## 概要
天平勝宝3年（751年）3月に『涅槃経疏』1部14巻を奉請された。天平勝宝5年（753年）4月の大安寺での仁王会に講師として出席した。